# Ruffec (Charente)
Ruffec – miejscowość i gmina we Francji, w regionie Nowa Akwitania, w departamencie Charente.
Według danych na rok 1990 gminę zamieszkiwały 3 893 osoby, a gęstość zaludnienia wynosiła 291 osób/km² (wśród 1467 gmin regionu Poitou-Charentes, Ruffec plasuje się na 54. miejscu pod względem liczby ludności, natomiast pod względem powierzchni na miejscu 659.).